# Viquipèdia en lituà
La Viquipèdia en lituà és la versió en lituà de Wikipèdia, iniciada el maig de 2003. El 14 de desembre de 2005 va assolir 10,000 articles, i el 26 de febrer de 2006 arribà als 40,000 articles. Els 50,000 articles foren assolits l'u d'agost de 2007, i assoliria els 100,000 articles el 18 de gener de 2010. En març 2025, tenia 200.041 articles.

## Dades importants
- 14 d'octubre de 2004: assoleix els 1000 articles.
- 14 de desembre de 2005: assoleix els 10.000 articles.
- 23 de maig de 2006: assoleix els 20.000 articles.
- 6 de setembre de 2006: assoleix els 30.000 articles.
- 28 de febrer de 2007: assoleix els 40.000 articles.
- 1 d'agost de 2007: assoleix els 50.000 articles.
- 25 de gener de 2008: assoleix els 60.000 articles.
- 14 de setembre de 2008: assoleix els 70.000 articles.
- 22 de gener de 2009: assoleix els 80.000 articles.
- 3 d'agost de 2009: assoleix els 90.000 articles.
- 18 de gener de 2010: assoleix els 100.000 articles.
- 22 d'octubre de 2010: assoleix els 120.000 articles.
- 19 d'octubre de 2011: assoleix els 140.000 articles.
- novembre de 2013: assoleix els 160.000 articles.

## Galeria

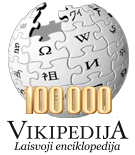
Logo de la Viquipèdia en lituà commemoratiu dels 100.000 articles